# Sveinung Sundli
Sveinung Sundli, né le 21 juillet 1979, est un musicien norvégien originaire d'Orkdal, connu comme violoniste, pianiste et cofondateur du groupe Gåte. Polyvalent, il est également homme d'affaires gérant des milieux de la nuit (cafés-concerts, discothèques), festivalier, et restaurateur (pubs, restaurants...) dans des établissements ou événements ayant essentiellement lieu à Trondheim ou sa proche région. Sveinung Sundli est le frère de Gunnhild Sundli.

## Biographie

### Jeunesse et famille
Sveinung Sundli grandit dans une famille de musiciens d'Orkdal,. Il apprend à jouer du violon dès l'âge de 6 ans. À 14 ans, exaspéré par la pratique du violon, il casse son instrument sur un coup de tête. Après une période tournée vers la musique techno. et un temps bassiste d'un groupe punk, il reprend la musique traditionnelle et se met à la mélanger à du rock.
Il travaille les compositions et les répète dans des caves avec sa petite sœur de 13 ans, Gunnhild, et ses amis, jusqu'au jour où ils se font remarquer par des producteurs en faisant la première partie d'un groupe suédois. C'est la genèse de Gåte,.

### Vie personnelle
Depuis les tout-débuts du groupe, Sveinung Sundli porte un g, initiale logotypée  de Gåte, tatoué sur le bras droit.
Avec Stephanie Palomino Davadi, alors sa compagne, Sveinung Sundli devient père pour la première fois avec la naissance de Leo le 6 décembre 2008,. Enfant de la balle, Leo prend très jeune la voie musicale de son père, mais dans un son plus hard. Avec Gustav Engevik Kristiansen, son aîné d'un an, Leo Davadi Sundli enregistre son premier single à l'âge de 10 ans,.
Avec sa nouvelle compagne, Nora Eklo, Sveinung Sundli devient père pour la seconde fois avec la naissance de Viljar,. Le couple Sveinung et Nora  se passent la bague au doigt  en octobre 2022. Nora Eklo Sundli, avec Agnete Kjølsrud, cosigne les paroles du single Svarteboka sorti en 2023.

## Gåte

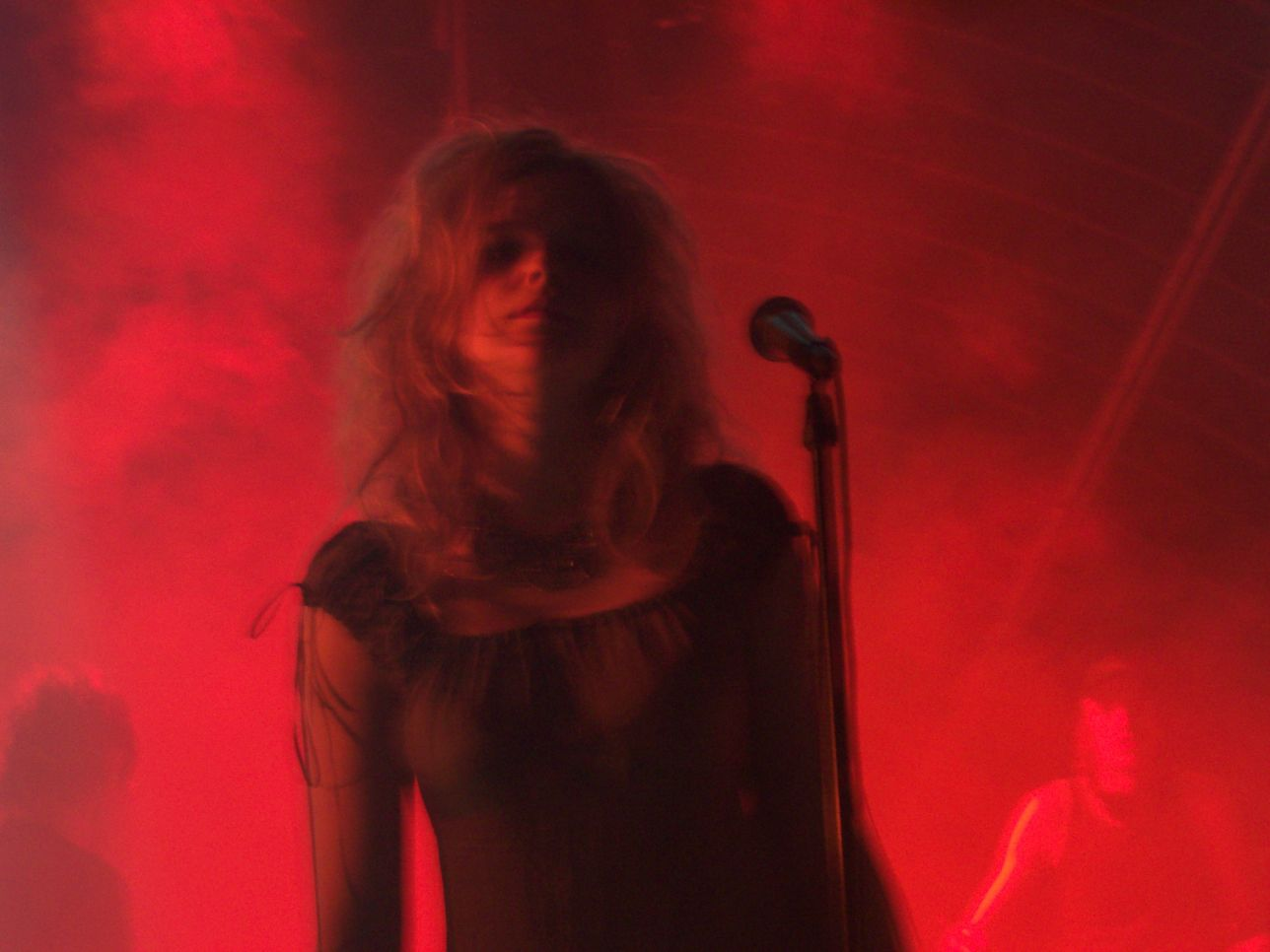
Gunnhild Sundli en 2005

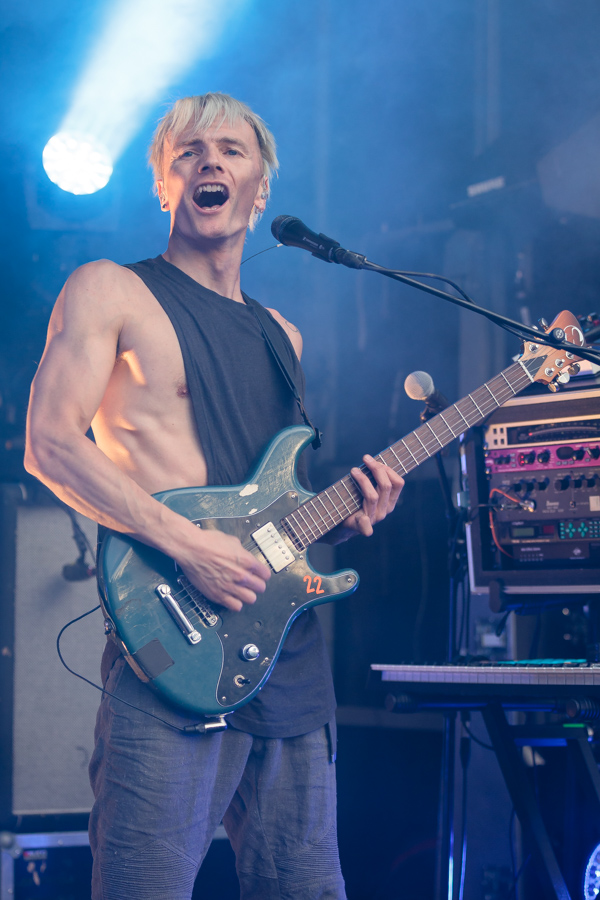
Magnus Børmark

En 1999, il lance Gåte avec sa jeune sœur Gunnhild Sundli (chant), Martin Langlie (percussions), Gjermund Landrø (basse) et Magnus Børmark (guitares électriques). Le groupe reprend des chants traditionnels norvégiens et y introduit des sons rock et électro. Alors que Gunnhild s'occupe de la partie chantée, Sveinung s'intéresse à l'alchimie des sons traditionnels et modernes. Gåte se produit en première partie d'un groupe suédois, Garmarna, et leur prestation sur scène se fait remarquer dans la salle par des personnes influentes du milieu musical.
Les jeunes de Trondheim sortent leur premier EP l'année suivante, et deviennent très populaires en quelques années ; une notoriété qui débordent les frontières norvégiennes,,.
L'album Jygri (2002) reçoit le prix Spellemann de l'année 2002. Iselilja (2004) entre à la troisième place du classement VG-lista. Le single Sjå attende, (« tourne-toi et regarde ») de 2004 et les EP Gåte, paru en 2002, et Statt opp (Maggeduliadei) (« Debout, Maggeduliadeï »), paru en 2003, se classent tous dans le top 10 des ventes norvégiennes.

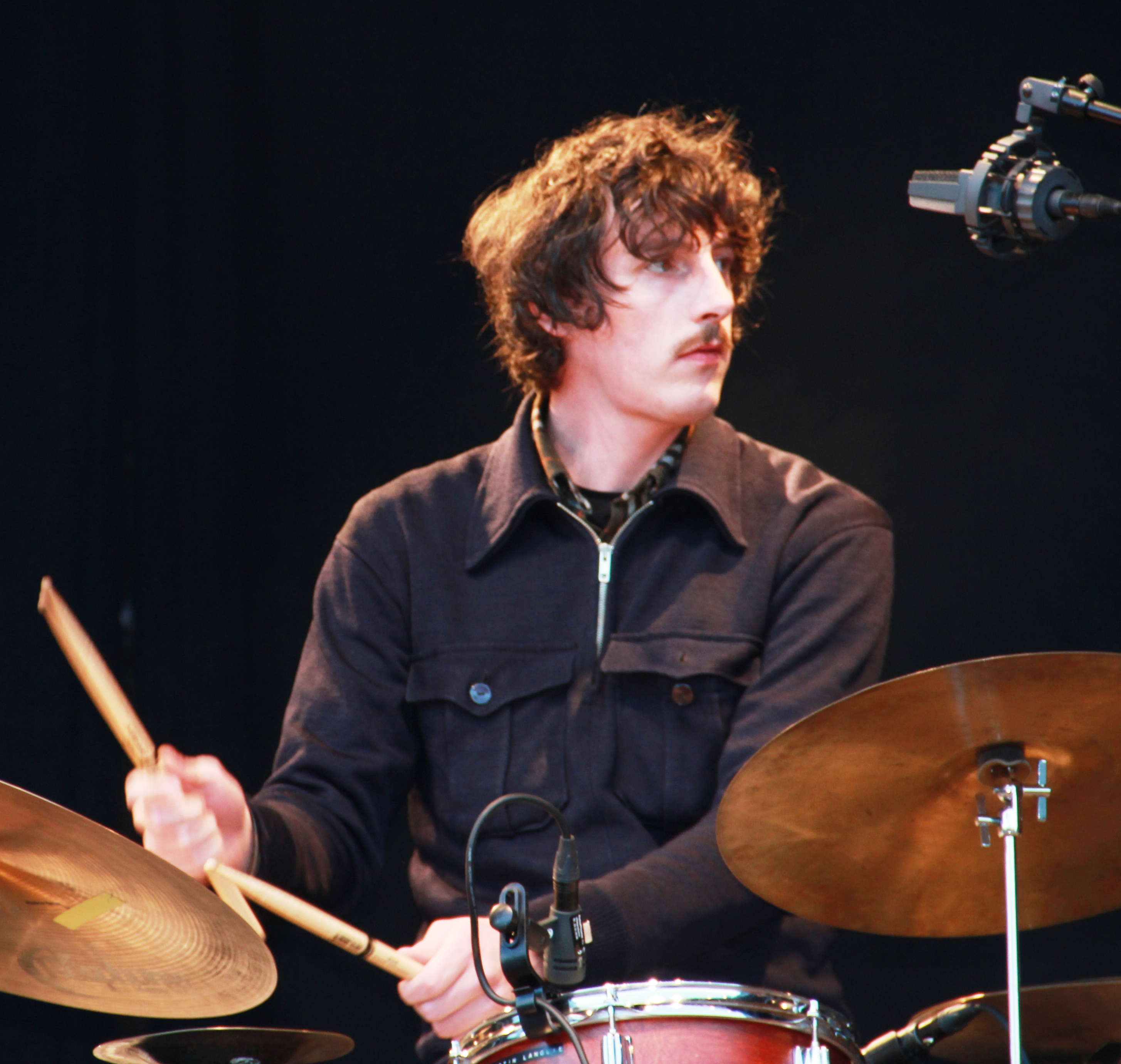
Martin Langlie

Sveinung Sundli compose les mélodies de Storås, Ola I, Du som er ung, (« toi qui es jeune ») Sjåaren (« la prophétesse ») et Fredlysning(« lueur de paix ») enregistrés par Gâte.

### Le concert d'adieu de Gåte (2005)

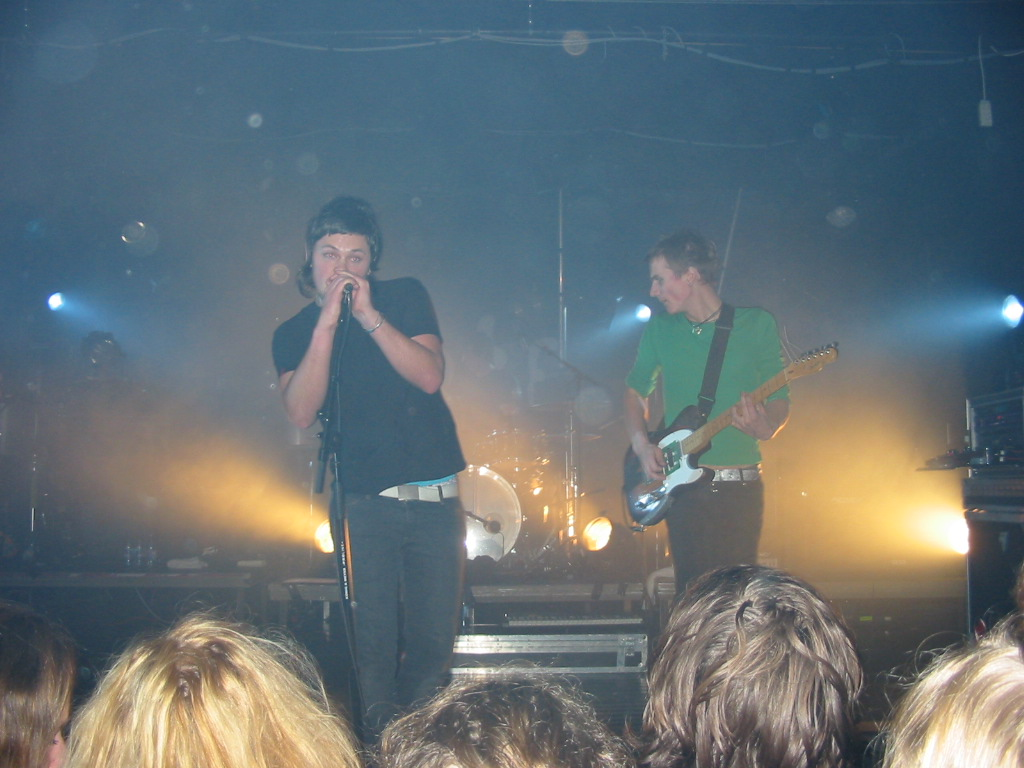
Gjermund Landrø (et Magnus Børmark)

En 2004, sa sœur et chanteuse du groupe, Gunnhild Sundli, exprime des envies de planches de théâtre et souhaite se consacrer à une carrière de comédienne. Gåte se sépare et donne un concert d'adieu au réveillon du nouvel an 2005. L'année suivante, voulus par la maison de production, le DVD du concert et l'album Liva voient le jour. Sveinung Sundli, qui dirige des boîtes de nuit à Trondheim et le festival Storås sur ses terres natales d'Orkdal.

### Le grand retour de Gâte (2017)

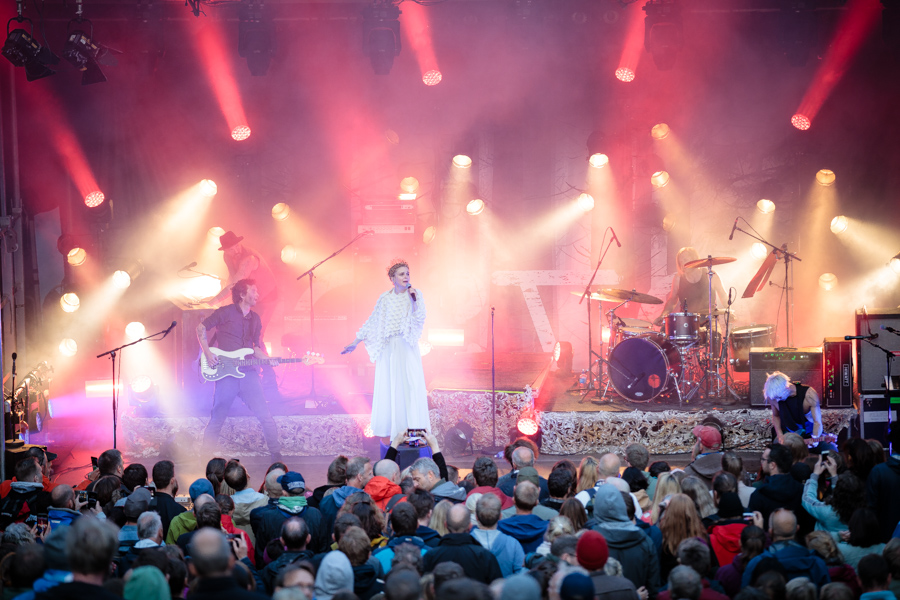
Gåte en 2018

En 2017, soit douze ans après le concert des adieux, Gåte annonce son retour sur scène et dans les bacs à musique. Sveinung est de la partie ainsi que sa sœur Gunnhild. Outre les frère et sœur Sundli, le groupe reformé revient en trio, avec leur guitariste de toujours Magnus Børmark. Aux trois membres d'origine s'ajoutent deux nouvelles recrues : Mats Paulsen, aux commandes des basse et claviers, et Jon Even Schärer à la batterie et aux percussions. D'anciens titres sont retravaillés et de nouvelles musiques voient le jour. Le groupe dans sa nouvelle mouture reprend le chemin des studios d'enregistrement et des tournées. 

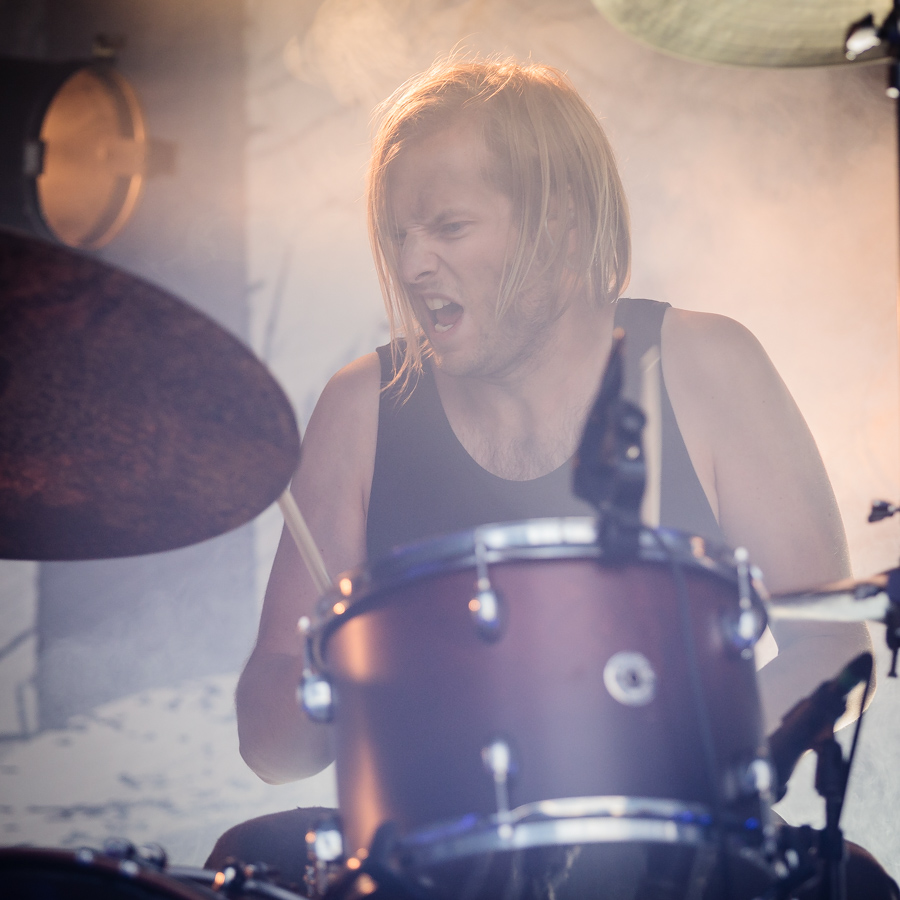
Jon Even Schärer (2018)
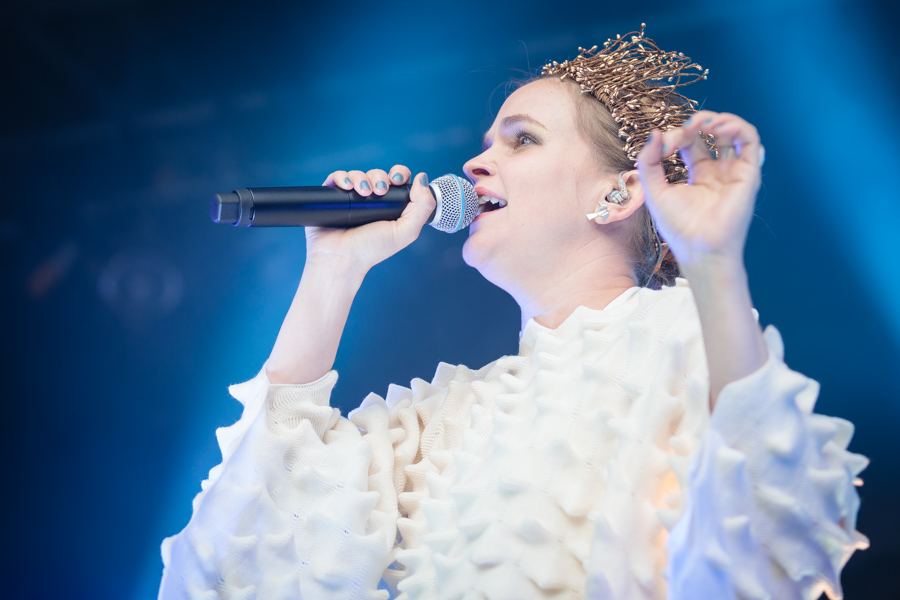
Gunnhild Sundli (2018)
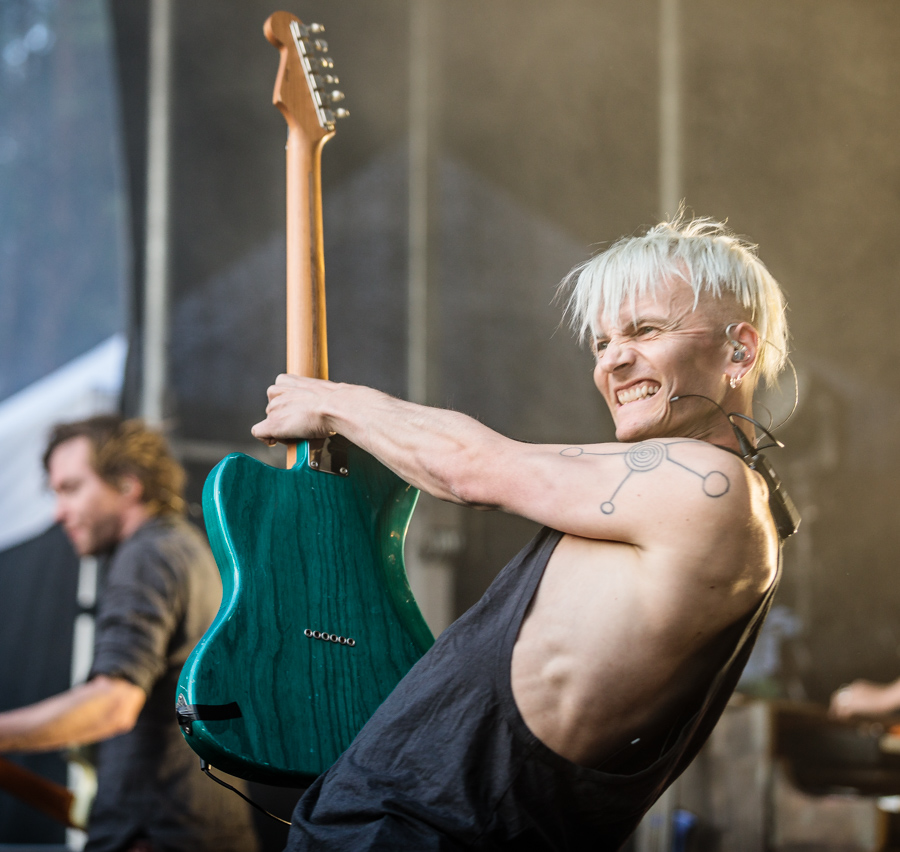
Magnus Børmark (et Mats Paulsen en arrière-plan) (2018)

## Storås

### Storås, le festival (2004)

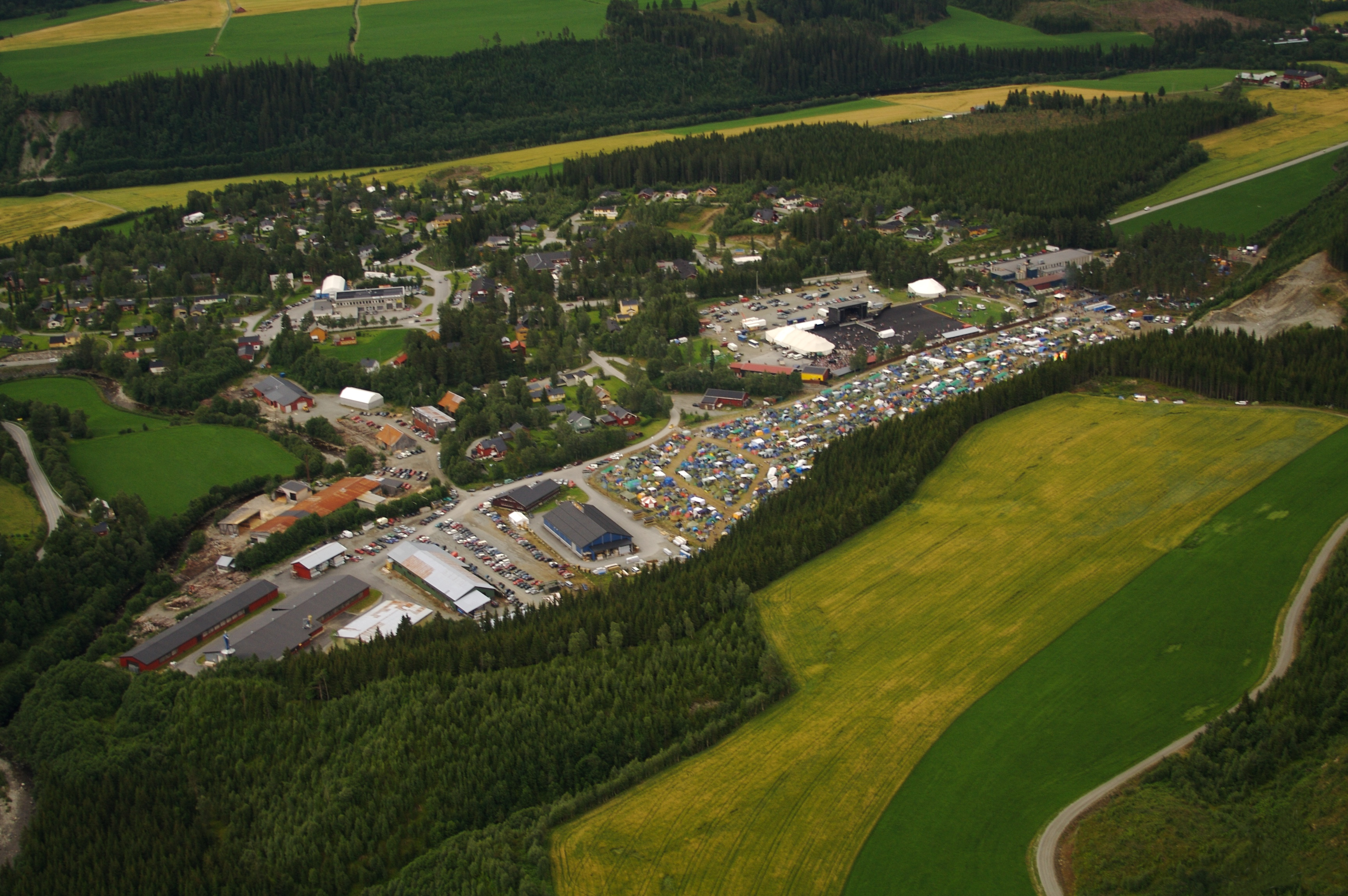
Storåsfestival vu du ciel

Sveinung Sundli est un facteur clé de la mise en place du Storåsfestival. Situé à un peu plus d'une heure de route au sud de Trondheim, le festival est organisé pour la première fois en juillet 2004 de la même année. L'événement est amené à devenir un rendez-vous musical annuel dans la région. Il déclare le 24 août 2018 :

« J'ai toujours eu des liens forts et particulier avec le village de Storås et le vallon de Meldal. C'est là-bas que Gåte est né. Et grâce à Gåte, j’ai eu l’occasion de créer le Storåsfestival. Je pense que ce sera très puissant d'être sur scène samedi prochain lorsque la première note retentira sur le terrain du festival, déclare Sundli, qui précise clairement que le concert du soir affiche déjà complet. ». 
Malgré les déclarations de bonne volonté et de bonne santé du festival, Sveinung Sundli annonce vouloir en finir avec l'organisation du festival, qui s'interrompt comme en 2011, et reprend sporadiquement,,,,.

### Ouverture de Storås, le pub (2006-2009)

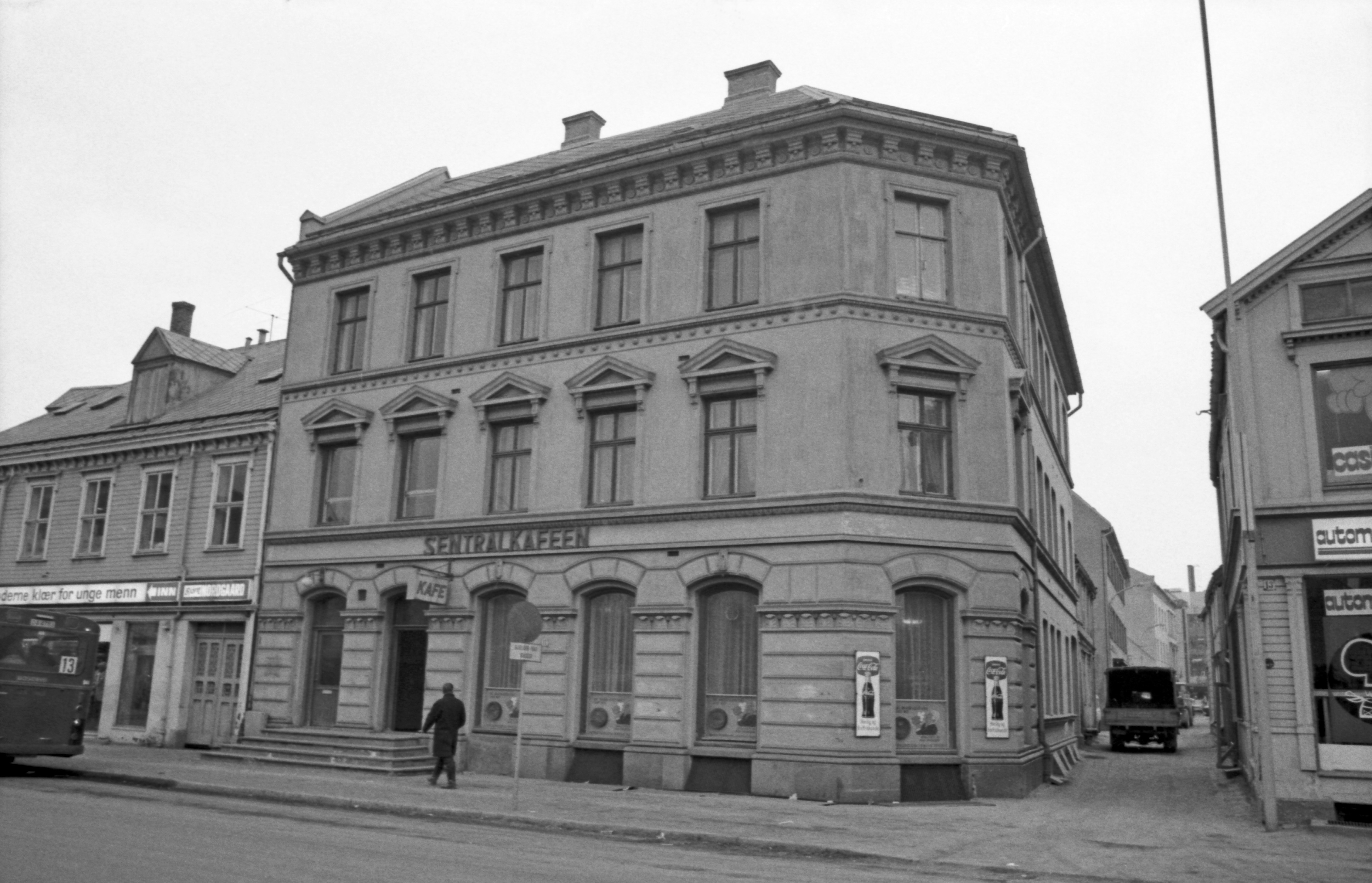
Le 11 Dronningens gate (en 1972), emplacement du Storås (archive municipale)

En octobre 2006, Sveinung Sundli ouvre Storås, un pub au coin de la rue de la Reine (Dronningens gate) à Trondheim,. Il est nommé d'après le village, plus au sud, qui accueille le festival éponyme : « Dette må være første gang i historien at en bygd med mindre enn tusen innebyggere får et eget utested oppkalt etter seg, sier Sundli lattermildt. » (« Ce doit être la première fois dans l'histoire qu'un village de moins d'un millier d'habitants a son propre pub qui porte son nom, plaisante Sundli. »).
Le pub fait aussi café-concert, avec une scène et une capacité de 250 places réparties sur 2 étages. Il devient un haut lieu de la vie nocturne attirant la jeunesse de Trondheim. Le 1er avril 2009, il prend le nom de Familien (« La Famille »).

## Du café-concert à la restauration

### Svolt AS etLa Famille
Prenant lieu et place du pub Storås le 1er avril 2009, Familien (« la famille ») est un café-concert et une boîte de nuit, une institution locale en plein centre de Trondheim. Sa gestion revient à la société de droit norvégien Svolt AS, dont Sveinung Sundli est directeur général.
La société se lance dans une boulimie d'investissements et acquiert parmi lesquels un restaurant et un café. mais la gestion ne suit pas, les affaires vont mal, il y a des distensions entre direction et conseil d'administration, et très vite Svolt AS fait banqueroute. Sveinung Sundli quitte  Svolt AS en revendant ses parts et crée la société Kjempetroll AS qui rachète des actifs de Volt en liquidation judiciaire. On lui reproche de quitter le bateau pendant qu'il coule. « Sveinung Sundli nie avoir fui un navire en perdition et dit qu'il croyait que Familien pourrait inverser la tendance ».
« Jeg har spilt med åpne kort hele veien. Anders har også sittet i styret tidligere og vært delaktig i driften av Familien i lengre tid, så han var klar over situasjonen, sier Sundli. » (« J'ai joué cartes sur table tout au long du parcours. Anders a également siégé au conseil d'administration dans le passé et a été impliqué pendant longtemps dans l'exploitation de Familien. Il était donc au courant de la situation, explique Sundli. »).
Néanmoins, si l'action est critiquée, elle permet de sauver le café et le restaurant de la faillite.

### Kafé Skuret (2015)

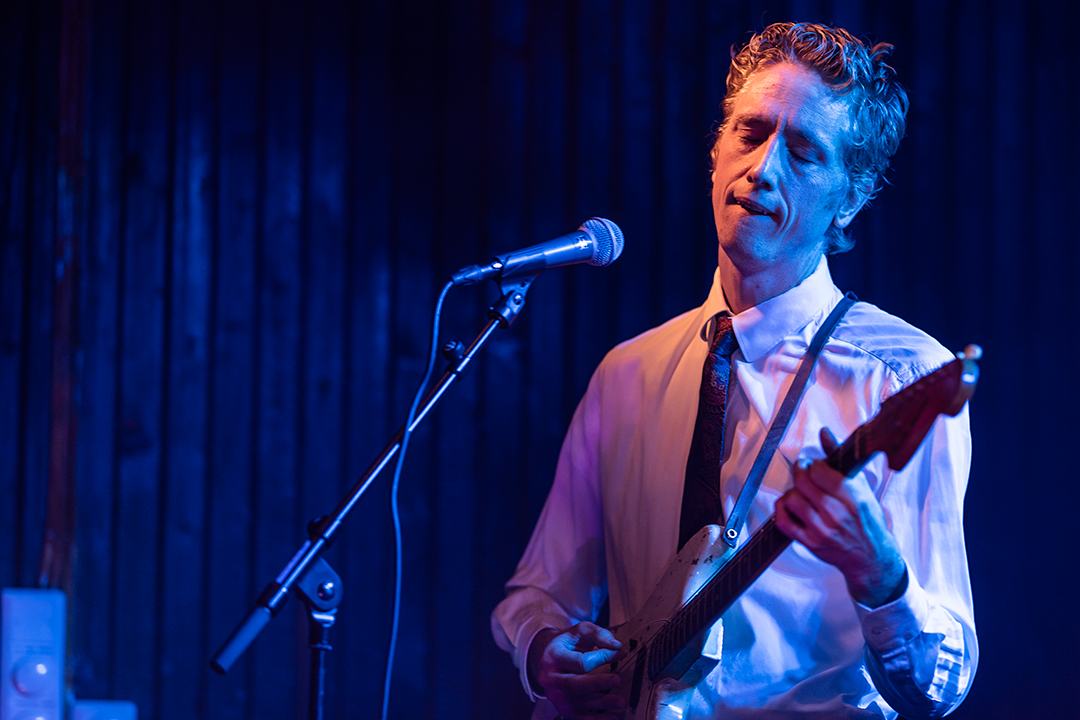
Scène du Kafé Skuret (ici, Jonas Alaska)

En mars 2015 la société Svolt AS qui possède Familien fait l'acquisition d'un point de restauration dans la marinade de Tronheim, Kystlaget Trondhjem. Le 30 avril 2015, c'est l'ouverture du Kafé Skuret (« café Le Hangar »). Situé  à une centaine de mètres de la gare centrale de Trondheim, le lieu est un café-concert où se produisent divers artistes locaux ou de passage. Visant une clientèle plus mature, il est décrit comme « le grand frère sage de Familien ».
« Stedet blir Familiens tøffe, men litt roligere storebror. Trondheim trenger et slikt utested, mener Sundli. » (« L'endroit devient le grand frère de caractère, mais en un peu plus calme, de Familien. Trondheim a besoin de ce genre de lieu de vie nocturne, estime Sundli »).

### Troll Restaurant[46](2016)

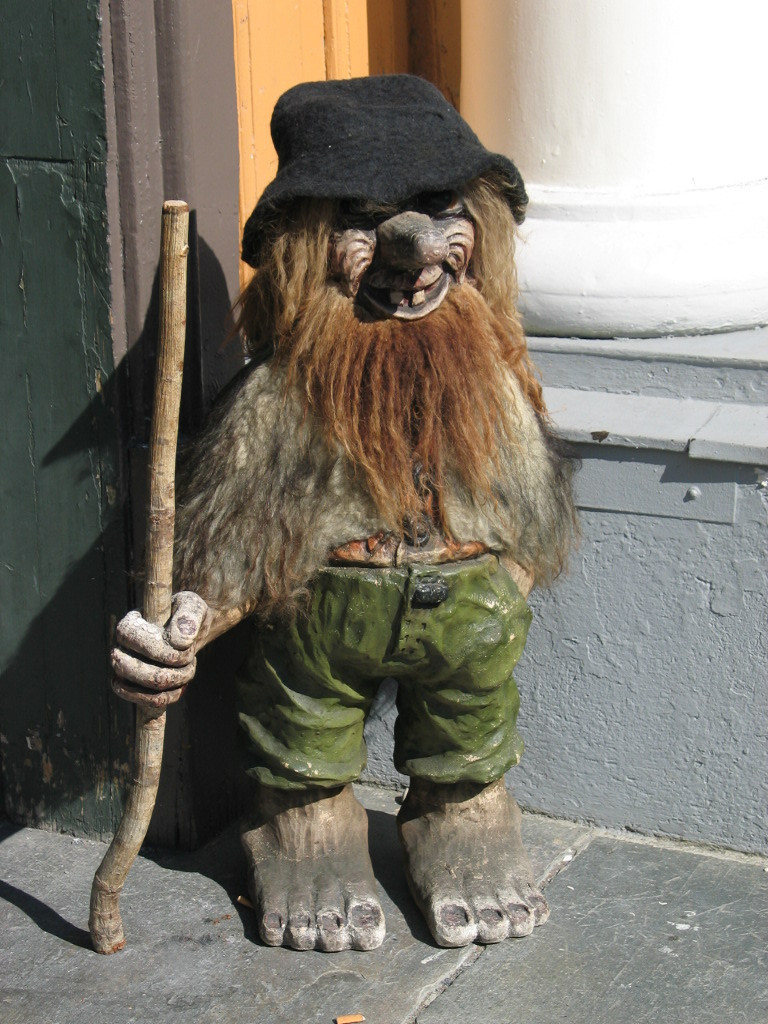
Troll à Trondheim

Il ouvre en février 2016 le restaurant Troll. Le restaurant Troll est créé en 2016 avec l'ambition de servir une cuisine gastronomique entièrement norvégienne à partir d'ingrédients de courte durée. Un concept qui a perduré depuis. Parallèlement à la création du restaurant, la Troll School est fondée, une collaboration dont le but est d'aider les demandeurs d'emploi à trouver un emploi par le biais de formations et d'orientations professionnelles.
Sveinung Sundli choisit même de concilier ses différentes casquettes de musicien, restaurateur, et festivalier en une activité dans le cadre du Storåsfestival, ainsi en 2018, il déclare :
« Je ferme aujourd'hui le Troll à Trondheim, j'emmène tout le personnel, et de cuisine et de salle, avec moi et j'ouvre le restaurant dans la salle de peinture de Trevaren à Storås. Nous emportons également les plus grands tableaux que nous avons accrochés à l'extérieur du restaurant. Et pour ceux qui ne se laissent pas tenter par un repas à trois plats, le Kafe Skuret proposera des plats et des boissons de festival un peu plus conventionnels... ».
Finalement, le mélange des genres semble réussir Sveinung Sundli car la fréquentation, café et restaurant réunis, se portent à merveilles :  en 2019, loin des troubles de l'époque Svolt AS du passé. les deux établissements réalisent de solides bénéfices. Les affaires prospeèrent tant et si bien que le Troll se voit rejoindre par l'acquisition de deux autres restaurants : Gubalari et Bifrons,,,
Frida, restaurant mexicain à l'effigie de l'artiste-peintre  mexicaine Frida Kahlo. L'établissement s'enorgueillit de proposer de la véritable cuisine mexicaine à Trondheim. Habitué du restaurant depuis quinze ans, Sveinung Sundli décide d'entrer dans le captal de Frida en mars 2023.

## L'année dugrand ménage(2023)
L'année 2023 semble, pour Sveinung Sundli, une année de décisions importantes qui entraînent des bouleversements de vie.

### Les adieux à Gåte (2023)
« Kjære Gåte-publikum. Denne sommeren tok jeg et valg som har vært vanskelig å ta. Nå er valget tatt, og jeg kjenner det er veldig riktig. Denne høsten vil dere ikke se meg på scenen med Gåte. » (« Cher public de Gåte, cet été, j'ai fait un choix qui a été difficile à faire. Maintenant, le choix est fait et je pense qu’il est tout à fait juste. Cet automne, vous ne me verrez pas sur scène avec Gåte. »).

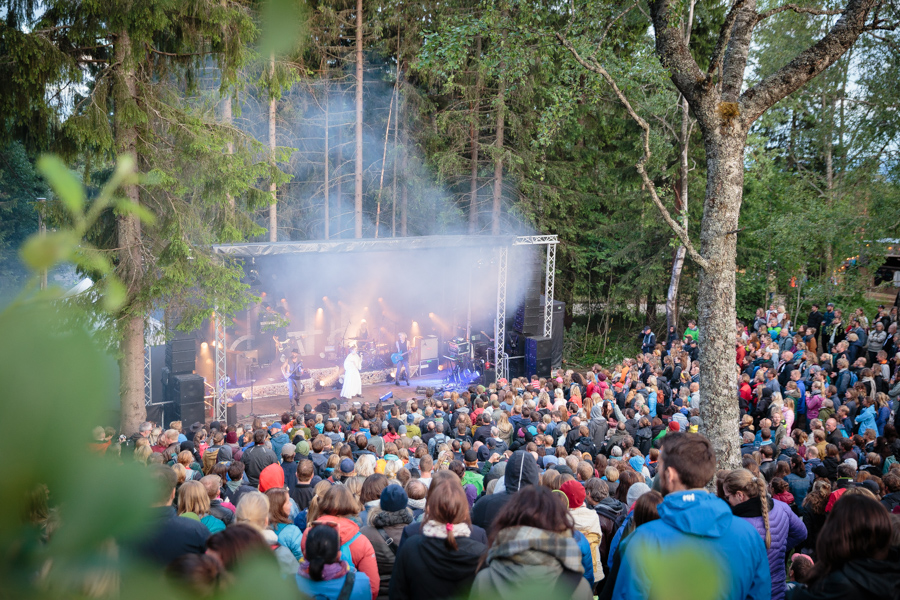
Concert de Gåte à Oslo (2018)

C'est par ces mots que débute la lettre en août 2023 où Sveinung Sundli annonce sa décision de quitter Gåte, évoquant l'impossibilité de concilier sa vie de famille et ses activités en sus du groupe. Sveinung Sundli évoque également la possibilité d'aider son fils Leo Davadi Sundli et sa « carrière orageuse » ; jeu de mots pour évoquer le nom de scène de son fils :  "Storm",.
Pour ne pas laisser un vide et plonger le groupe dans l'embarras juste aux portes de sa tournée d'automne, Sveinung Sundli fait appel à John Stenersen, musicien du groupe Warduna, qui accepte sa proposition. Gåte décide que le spectacle doit continuer.
Le 21 octobre 2023, Sveinung Sundli fait une apparition remarquée et acclamée en rejoignant sur scène le groupe en tant qu'invité surprise lors du concert de Gåte à Oslo, .

### Vente de ses établissements de restauration (2023)
À l'automne 2023, Sveinung Sundli vend la société Sjefstroll, qui est à l'origine des restaurants/pubs Troll, Gubalari, Kafé Skuret et Bifrons, mettant fin à l'intégralité de son aventure gastronomique trøndersk. Il garde toutefois sous son giron le restaurant mexicain Frida. Dans un article paru dans le journal Adressa, il annonce avoir fait le ménage dans sa vie.

## Discographie

### Albums et EP
- 2000 : Gåte[64]
- 2002 : Gåte EP[24]
- 2002 : Jygri[18]
- 2003 : Statt opp[25]
- 2004 : Iselilja[20]
- 2006 : Liva[28]
- 2018 : Svevn[65]
- 2021 : Nord[66]
- 2023 : Vandrar[67],[68]

### Singles
- 2000 : Liti Kjersti
- 2001 : Kringelhauk
- 2002 : Bendik og Årolilja[69]
- 2002 : Til deg[70]
- 2002 : Kara tu omna[71]
- 2004 : Sjåaren[26]
- 2004 : Sjå attende[22],[23]
- 2017 : Stolt Solvår[72]
- 2017 : Rideboll og Gullborg[73]
- 2017 : Attersyn
- 2018 : Kom no Disjka (avec Jon Gjelten)
- 2018 : Bannlyst
- 2023 : Svarteboka[13] (avec Djerv[e])[74]